# Carl Manfred Frommel
Carl Manfred Frommel (* 13. Dezember 1884 in Hamburg; † 3. April 1938 in Würzburg) war ein deutscher Studentenschaftsführer, Publizist und Studentenhistoriker.

## Leben
Frommel entstammte einer alten badischen Familie. Sein Vater war der Geh. Regierungsrat Carl Frommel. Der Theologe Emil Frommel war sein Großvater, Carl Ludwig Frommel der Urgroßvater und Wilhelm Frommel (Landbaumeister) der Ururgroßvater. Ohne ein bestimmtes Berufsziel und ohne Abschluss studierte er an der Georg-August-Universität Göttingen Philosophie, Rechtswissenschaft und Medizin. Am 25. April 1906 renoncierte er beim Corps Bremensia. Gleich nach der Reception am 24. November 1906 wurde er zum Fuchsmajor gewählt. 1910 war er noch einmal für drei Monate aktiv. 1912 war er an der Bildung des ersten Kartells schlagender Korporationsverbände beteiligt, einem Vorläufer des Allgemeinen Deutschen Waffenrings (ADW). Nach der Teilnahme am Ersten Weltkrieg als Kompanieführer kehrte Frommel nach Göttingen zurück. Er machte sich um die Gründung der Deutschen Studentenschaft verdient, bei der er 1919 zum Studentensekretär ernannt wurde. Durch sein publizistisches Engagement erlangte er großen Einfluss auf ihre Entwicklung. So war er auch langjähriger Schriftleiter seines Presseorgans Deutsche Akademische Rundschau, für die namhafte Autoren wie Karl Jaspers, Wilhelm Mommsen, Theodor Seitz, Carl Duisberg und Fritz Haber schrieben. 

„Frommels Verdienste um das Zustandekommen der Deutschen Studentenschaft sind wohl weit größer als damals gemeiniglich bekannt war. Er hatte sich selbst – mehr oder weniger – zu ihrem allmächtigen Sekretär gemacht.“

Für den Allgemeinen Deutschen Waffenring fungierte Frommel zeitweilig als Vorsitzender des Verfassungsausschusses. Daneben hatte er zahlreiche Funktionen für den Kösener Senioren-Convents-Verband (KSCV) inne. Er war Mitherausgeber der Kösener Jahrbücher Wende und Schau (1930, 1932) und von 1934 bis 1936 Schriftleiter der Deutschen Corpszeitung. 1931 wurde er Corpsschleifenträger der Starkenburgia. Große Verdienste hatte er auch um die Präsentation des Verbandes auf der Pressa, der Internationalen Presse-Ausstellung 1928 in Köln. Er regte bereits 1922 die Gründung der Historischen Kommission des KSCV an und wurde deren erster Schriftführer. Danach zum Bibliotheksrat ernannt, betreute er die Sammlungen des Verbandes Alter Corpsstudenten, die von Wilhelm Fabricius von Marburg an die Johann Wolfgang Goethe-Universität Frankfurt am Main abgegeben wurden. Frommel selbst bereicherte die Bibliothek und Graphiksammlung des Verbandes um seine privaten Bestände, die ca. 12.000 Nummern umfassten. Beides bildete einen wesentlichen Grundstock für das heutige Institut für Hochschulkunde. Nach der Auflösung der Verbände 1935 wurden die gesamten Bestände auf die Festung Marienberg überführt. Frommel übersiedelte ebenfalls nach Würzburg. Er litt an einer beinbetonten Multiplen Sklerose und erlag mit 53 Jahren einem Herzinfarkt. Seit 1926 verheiratet, hinterließ er seine Frau und die beiden Kinder im Alter von 3 und 7 Jahren. Bei seiner Kremierung in der Feuerhalle von Meiningen wurde auf seinen Wunsch die 1. Strophe von Gaudeamus igitur gesungen. Zugegen waren Ludwig Denecke und Carl Heyer, der die Trauerrede hielt.

## Nachlass
Frommels Nachlass befindet sich im Kösener Archiv im Institut für Hochschulkunde an der Universität Würzburg (Bestand N 5).

## Ehrungen
- Eisernes Kreuz 2. Klasse
- Eisernes Kreuz 1. Klasse
- Hanseatenkreuz (Hamburg)
- Verwundetenabzeichen in Silber
- Ehrenkreuz des Weltkrieges

## Werke
- Die Mitglieder der Bremensia zu Göttingen vom 25. Februar 1811 bis zur Gegenwart. Göttingen 1912.
- Denkschrift betreffend Akademische Presse. Göttingen 1922.
- Die Hochschulkundliche Sammlung an der Universität zu Frankfurt am Main. Deutsche Corps-Zeitung 48 (1931/32), S. 90–94.

## Herausgeberschaften
- Georg Kloß: Das Idiotikon der Burschensprache, herausgegeben mit einer Einführung von Carl Manfred Frommel, Frankfurt a. M. 1931.